# Giovan Battista Grassi Privitera
Giovan Battista Grassi Privitera (Siracusa, 16 settembre 1868 – Partinico, 30 gennaio 1941) è stato un educatore, letterato e glottologo italiano.

## Biografia
Nasce a Siracusa il 16 settembre 1868. Nel 1890 si laurea in lettere all’Università Federico II di Napoli.
Nel 1891 arriva a Partinico, comune dell'odierna città metropolitana di Palermo, dove insegna lettere, latino e greco presso il Regio Ginnasio “G. Garibaldi”, di cui poi diviene preside.
Nel 1898 si sposa con Lorenza (Francesca Paola Saveria) Savarino e nel 1909 è Regio provveditore agli studi.
Insegnante, poeta, glottologo, scrittore, amante delle lingue antiche, traduce dal greco in dialetto siciliano (partinicese) delle opere classiche, come ad esempio le Georgiche di Virgilio, alcuni canti dell’Odissea di Omero e opere di Esiodo.
Muore all’età di 73 anni a Partinico il 30 gennaio 1941 ed è sepolto nel cimitero cittadino in un mausoleo che aveva progettato per lui e la consorte.
In occasione del suo funerale Santi Savarino, suo stimato allievo, pronuncia un discorso commemorativo, che la vedova Grassi fa stampare nel 1942.

## Onorificenze e riconoscimenti
Commendatore della Corona d’Italia e Cavaliere Mauriziano.
Nel 1962 è intitolata al suo nome la scuola secondaria di primo grado “G.B. Grassi Privitera”, la più antica scuola dell’obbligo di Partinico, ed una via nel medesimo comune.